# Pero castraria
Pero castraria là một loài bướm đêm trong họ Geometridae.